# Fileanta caterythra
Fileanta caterythra là một loài tò vò trong họ Ichneumonidae.